# Anigozanthos flavidus
Espèce
Classification phylogénétique
Anigozanthos flavidus est une espèce de plantes de la famille des Haemodoraceae.
C'est une plante herbacée pérenne originaire des zones humides des forêts claires du sud-ouest de l'Australie.

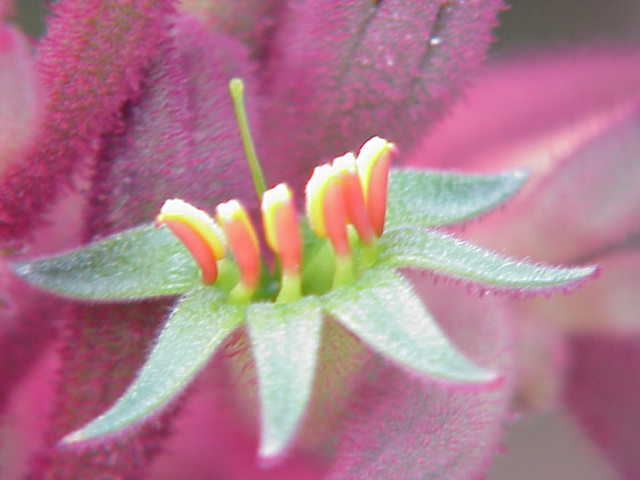
Détail d'une fleur dAnigozanthos flavidus

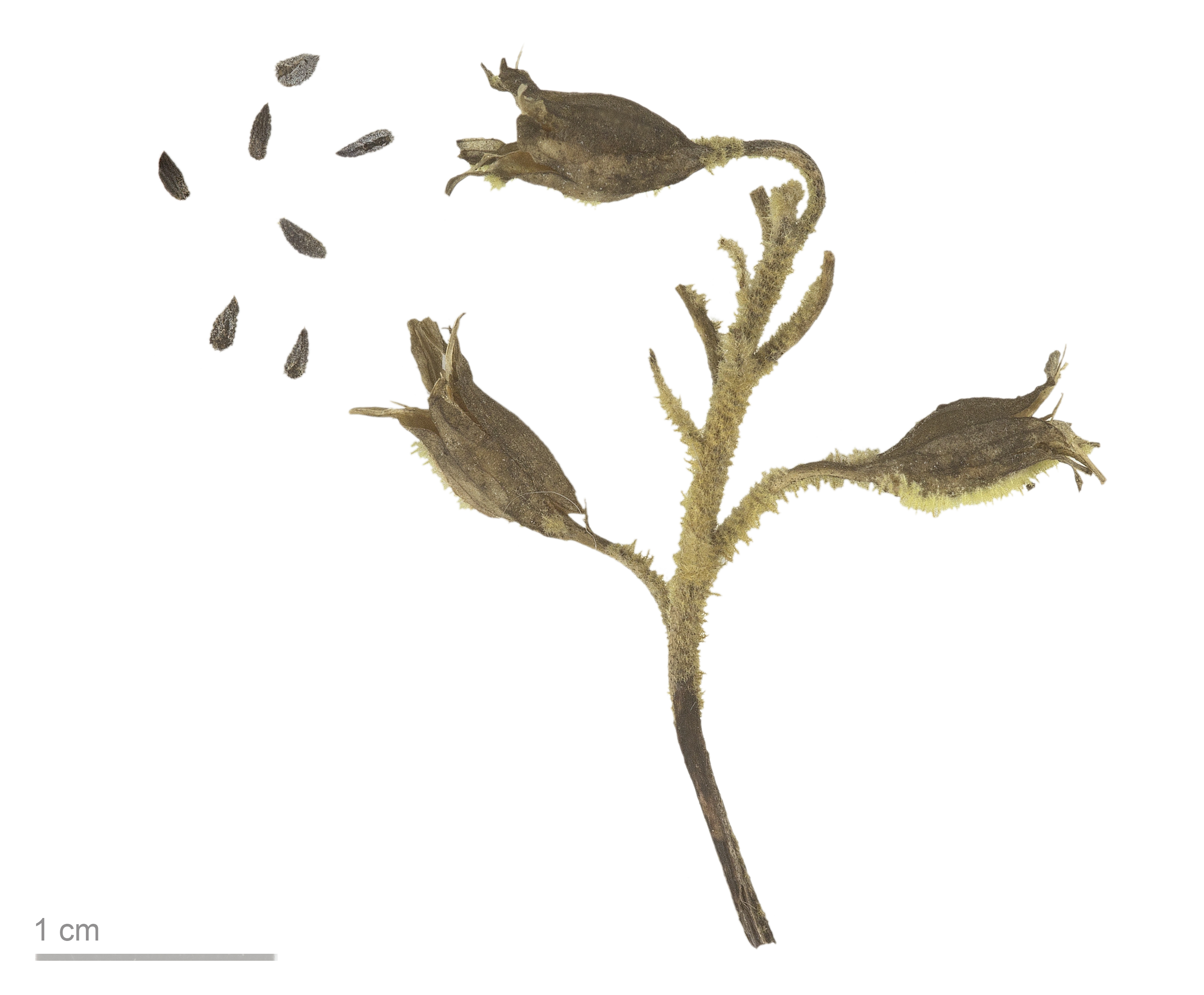
Anigozanthos flavidus - Muséum de Toulouse